# Вереш, Милан
Ми́лан Ве́реш (словен. Милан Vereš, (род. 1928, Стара-Пазова, Королевство Сербов, Хорватов и Словенцев) — югославский дипломат, посол в СССР в 1986–1991 годах.

## Биография
Окончил юридический факультет Белградского университета. Участник партизанской борьбы в Воеводине. В 1948 году вступил в Союз коммунистов Югославии.
- В 1953—1956 годах — ассистент Института международной политики и экономики.
- В 1956—1960 годах — сотрудник комиссии по международным связям Союзного комитета Социалистического союза трудового народа Югославии.
- С 1961 года — на дипломатической работе, первый секретарь посольства Югославии в СССР.
- В 1965—1970 годах — работник аппарата ЦК СКЮ.
- В 1970—1972 годах — заведующий отделом СССР и Монголии управления союзного секретариата по иностранным делам СФРЮ.
- В 1972—1976 годах — советник-посланник посольства Югославии в СССР.
- В 1976—1979 годах — заместитель союзного секретаря (министра) по иностранным делам СФРЮ.
- В 1979—1983 годах — посол Югославии в Венгрии.
- В 1983—1986 годах — заместитель союзного секретаря (министра) по иностранным делам СФРЮ.
- В 1986—1991 годах — посол Югославии в СССР[1].

## Награды
- Орден Дружбы народов (Указ Президента СССР от 25.03.1991 N УП-1710[2]).